# Reinhold Seemann
Reinhold Seemann  (* 5. Mai 1888 in Stuttgart-Cannstatt; † 17. Dezember 1975 in Marburg-Wehrda) war ein deutscher Geologe und Paläontologe.

## Leben
Seemann studierte Naturwissenschaften und speziell Geologie und Mineralogie in Tübingen, Freiburg, Berlin und Stuttgart. Im Ersten Weltkrieg war er Frontoffizier und zweimal verwundet, wobei er ein Auge verlor und danach eine Augenklappe trug. Auf Fronturlaub wurde er 1917 in Tübingen promoviert mit einer Arbeit über die Petrologie triassischer Sedimente bei Freudenstadt. Nach dem Krieg arbeitete er für die Deutsch-Luxemburgische Bergwerks- und Hütten-AG in Hersbruck (dort befinden sich eisenerzhaltige marine kreidezeitliche Sedimente) und ab 1925 war er Konservator für Geologie am Naturkundemuseum Stuttgart, wo er 1938 Hauptkonservator wurde. 1946 bis 1949 war er dort kommissarischer Leiter der Sammlungen. Außerdem lehrte er 1940 bis 1947 als stellvertretender Dozent Geologie an der Landwirtschaftlichen Hochschule Hohenheim. 1950 ging er in den Ruhestand.
Er spielte auch eine Rolle um die Natur der Struktur des Nördlinger Ries, das er als Folge langdauernder tektonischer Prozesse sah. Er war der Hauptvertreter dieser Außenseiter-Theorie, die sowohl im Gegensatz einer Einschlagkrater-Theorie als auch vulkanistischer Theorien stand. Nach ihr wäre im Zug der Alpenauffaltung eine kristalline Scholle keilförmig nach Norden geschoben worden und dabei in der Spitze als Kesselbruch zertrümmert worden, begleitet durch leichten Vulkanismus. Nach Aussagen seines Doktoranden Helmut Hölder spiegelte sich daran seine konservative Natur.
1932 leitete er die dritte und umfangreichste Grabung nach Dinosauriern (Plateosaurier) im Keuper-Mergel von Trossingen. Rund 30 Hilfskräfte des in der damaligen Wirtschaftskrise gebildeten freiwilligen Arbeitsdienstes waren beteiligt, sie wurde von Stadt, Arbeitsämtern und der Firma Hohner unterstützt. Die Grabungsfläche an der Oberen Mühle des Trosselbachtals war 80.000 Quadratmeter groß und 750.000 Kubikmeter Erde wurden bewegt. Es wurden vier vollständige Plateosaurier Skelette gefunden und 17 größere Skelettreste, allerdings gab es durch regenbedingte Rutschung im Mergel auch einen Toten. Die Ausgrabung, der die von Eberhard Fraas (1911/12) und Friedrich von Huene (1921/22) vorangingen, war die größte Dinosaurier-Ausgrabung, die in Deutschland je stattfand. Ausgestellt sind Teile im Museum Auberlehaus.

## Familie
Seemann war ein Sohn von Professor Alfred Seemann (1850–1922), Baurat bei der württembergischen Eisenbahndirektion, und der Marie geb. Kieser (1856–1936), einer Tochter des Bergrats Heinrich Ferdinand Kieser (1813–1893). Seemanns gleichaltriger Vetter war der Germanist und Volksliedforscher Erich Seemann (1888–1966).
Seemann heiratete 1917 in Heidelberg die Güterdirektorstochter Gertrud Adam (1885–1970) und hatte zwei Kinder.

## Schriften
- Das Saurierlager in den Keupermergeln bei Trossingen. In: Jahreshefte des Vereins für Vaterländische Naturkunde in Württemberg, Bd. 89, 1933, S. 129–160
- Merkwürdige Lebensspuren in den Trossinger Keupermergeln und ihre Bedeutung für die Erklärung der Saurischierlager, Jahresberichte Mitt. Oberrheinischer Geolog. Verein, NF, 30, 1941, S. 42–47
- Die geologischen Verhältnisse längs der Amberg-Sulzbacher und Auerbach-Pegnitzer Störung, Abh. Naturhist. Gesellschaft Nürnberg, Band 22, Heft 3, 1925, S. 93–149
- Versuch einer vorwiegend tektonischen Erklärung des Nördlinger Rieses, Neues Jahrbuch für Mineralogie, Geologie und Paläontologie, Beilagen, B, Band 81, 1939, S. 70–214
- Stratigraphische und allgemein-geologische Probleme im Obermiocän Südwest-Deutschlands, Neues Jahrbuch f. Mineralogie. Beil.-Bd. 63, Abt. B., 1929, 63–122
- Geologische Untersuchungen in einigen Maaren der Albhochfläche, Jahreshefte d. Vereins f. vaterländ. Naturkunde in Württemberg 1926, 81–110
- Ist die vulkanische Erklärung des Nördlinger Rieses wirklich gesichert ?, Jahreshefte des Vereins für vaterländische Naturkunde in Württemberg, 1940, 67–89
- mit Fritz Berckhemer: Eine Spaltenfüllung mit reicher aquitaner Wirbeltierfauna im Massenkalk des Weissen Jura bei Tomerdingen : (Ulmer Alb), Paläontologische Zeitschrift, 12, 1930, 14–25
- Das rätselhafte Ries, in: Schwaben, 1943, Stuttgart: Union
- Über die Neuaufstellung einer Abteilung für Allgemeine Geologie in der Württembergischen Naturaliensammlung, Württ. Schulwarte 1931, 1933